# Teatro romano de Verona
El teatro romano de Verona es un teatro al aire libre construido en el siglo I a. C. cerca de la colina de san Pedro, sobre la orilla izquierda del río Adigio, dentro del perímetro de la muralla romana de Verona (Véneto, Italia). Además de ser uno de los monumentos arqueológicos más relevantes de la ciudad, ya que de hecho forma parte de su museo arqueológico, se utiliza también como escenario teatral durante los meses de verano, puesto que desde 1948 alberga el teatro de verano de Verona.

## Historia

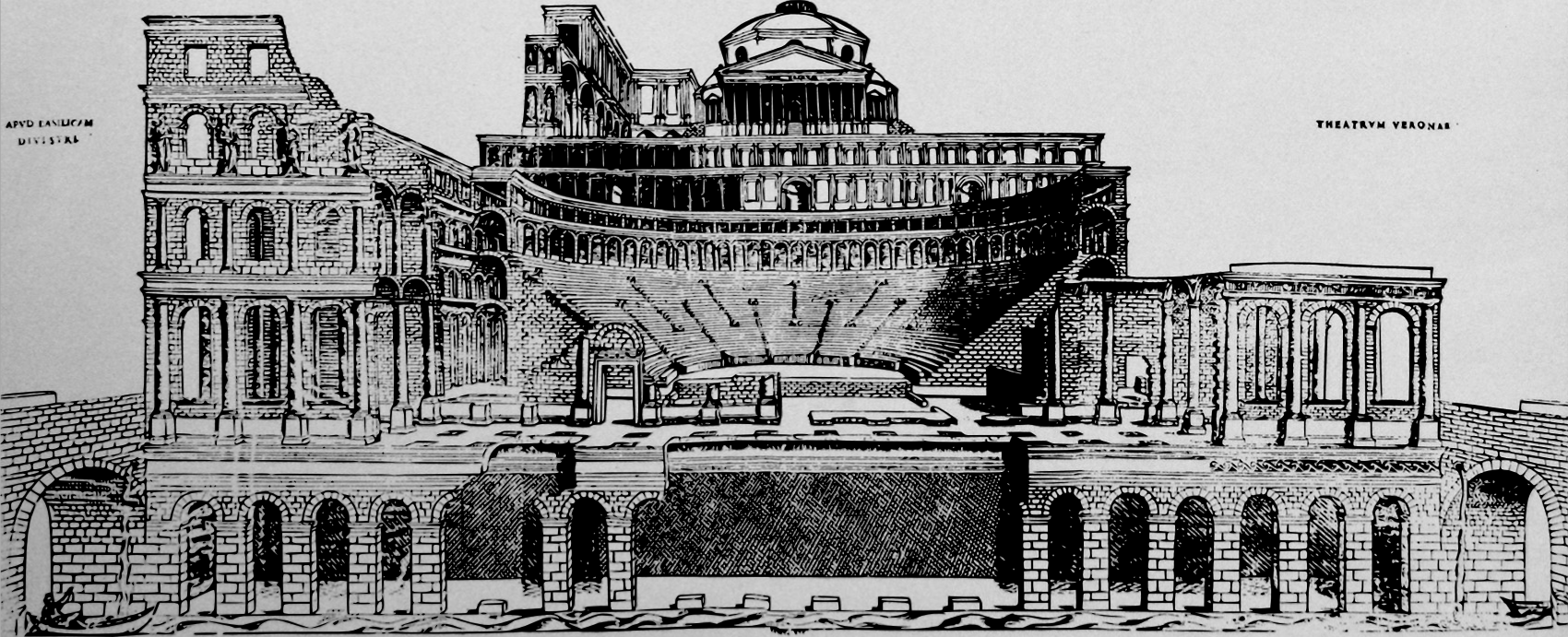
Imagen del conjunto del teatro y el templo romano coronando la cima de la colina de san Pedro.

El teatro romano se construyó a finales del siglo I a. C., periodo en el cual la colina de san Pedro fue urbanizada. Está situado en la parte septentrional de la ciudad, a los pies del cerro, entre el puente de piedra y el puente Postumio. Previamente a su construcción se levantaron los murallones sobre el Adigio, paralelos al propio teatro, para protegerlo de las eventuales crecidas del río.
En la actualidad solo son visibles los restos del edificio, ya que a lo largo del tiempo ha sufrido, además de diversos fenómenos naturales, el enterramiento por debajo de otros edificios en ruinas. El descubridor del teatro en época moderna fue Andrea Monga (1794-1861), un rico comerciante que, tras haber adquirido toda la zona, realizó una gran intervención de demolición y excavación. En 1904 toda el área fue adquirida por el ayuntamiento de Verona, quien prosiguió los trabajos.
Hoy en día se conservan la cávea y el graderío, muchas arcadas de logias e importantes restos del escenario.
Asimismo, se han mantenido los muros portantes del edificio escénico. En 1851, se descubrieron sobre la cima de la colina los restos del templo que coronaba la magnífica estructura original del teatro. El complejo se erigía sobre la orilla izquierda del Adigio, extendiéndose sobre varias terrazas hasta la cima del cerro, con una diferencia de cota de alrededor de 60 metros.
Sobre la zona de la cávea se alza actualmente la iglesia de san Siro, del siglo X. Durante el siglo XIV la iglesia fue reconstruida y dedicada también a santa Libera. Posteriormente se añadió la monumental escalinata de acceso.
El teatro romano de Verona está considerado como uno de los más importantes del norte de Italia.

## Descripción

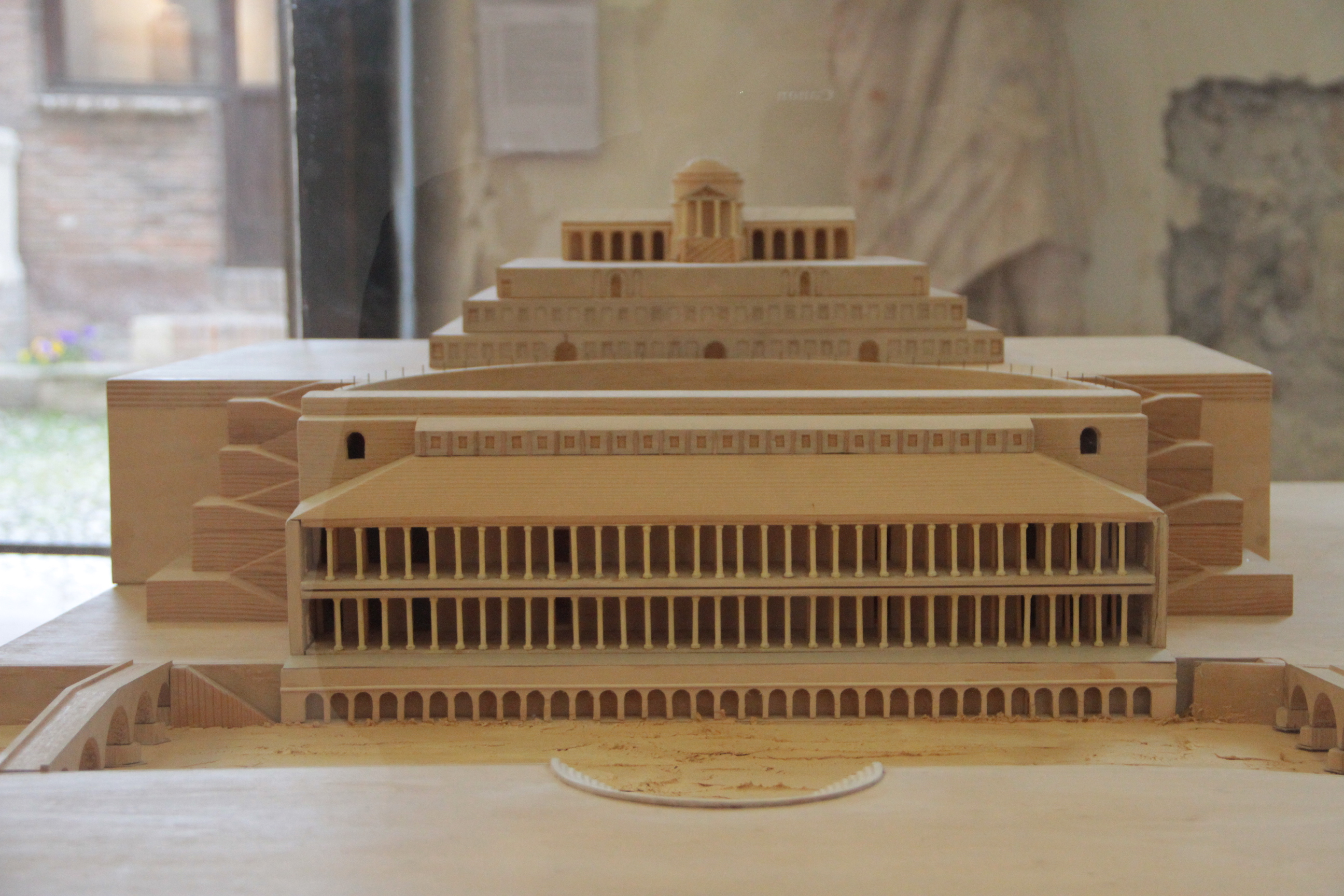
Maqueta del templo romano de Verona.

En los teatros romanos se distinguen tres zonas: la scaenae o conjunto del escenario y estructuras adyacentes, la orchestra o espacio semicircular donde se hacían las representaciones (la actual platea), y la cávea o graderío. El edificio del escenario del teatro de Verona se disponía paralelamente al río, con su fachada posterior recayente al mismo. Visto frontalmente se presentaba como un edificio cerrado pero sin techo, separado del Adigio por medio de un imponente murallón de igual altura que el graderío.

### Escenario
La scaenae estaba compuesta por dos parascaenium o estancias laterales, un porticus postcenius o pórtico detrás de la escena y de una scaenae frons o fachada escénica, que se articulaba en tres grandes nichos, uno principal curvo y dos laterales cuadrados, donde se situaban las tres puertas que llevaban al escenario. El espacio existente entre el porticus postcenius, el frente escénico y los parascaenium laterales se utilizaba como estancia de servicio y para el depósito de material vario. 
El frente de escena estaba dividido en tres plantas decoradas con diversas estatuas y constituía el fondo fijo del escenario para los espectáculos.
Delante de la escena se encontraba el proscenio, limitado por delante por el púlpito, detrás del cual se encontraba el telón.

### Cávea

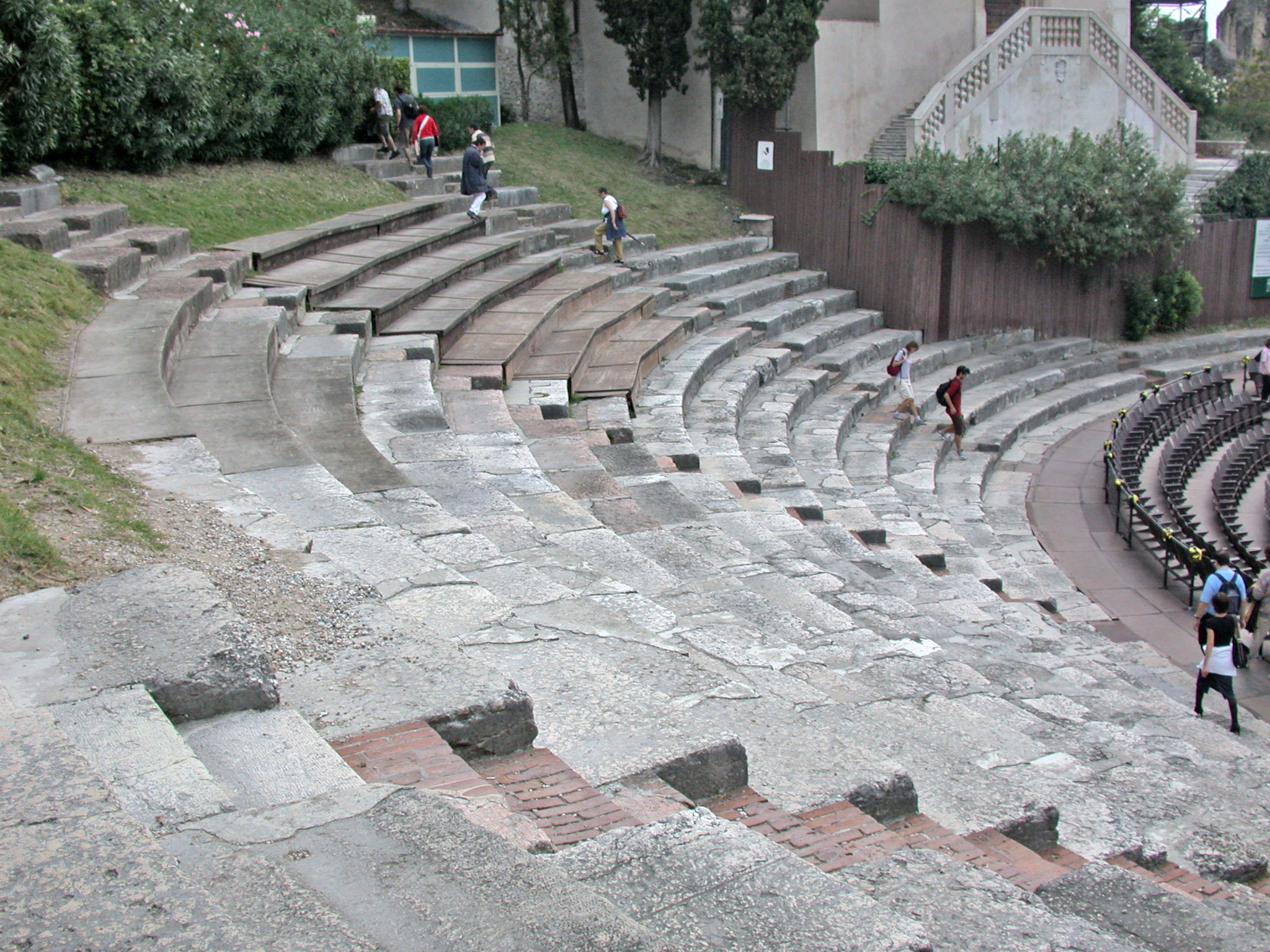
La cávea.

La cávea, que tenía una longitud máxima de 105 metros, se apoyaba en la colina de san Pedro, y lateralmente se sujetaba sobre muros radiales. Para construirla se debió excavar el frente del cerro, adaptándolo así a la forma del edificio. Se excavó también un profundo foso a lo largo de todo su perímetro, cuya función era evitar la infiltración de agua de lluvia en el edificio.
El graderío estaba dividido en dos sectores, la cávea baja y la cávea alta, que a su vez quedaban divididos por las escalinatas radiales. La cávea baja es la mejor conservada, tenía veinticinco gradas en piedra blanca, veintitrés de las cuales se utilizan todavía. La cávea alta, que en época romana contaba con una decena de gradas, no ha sido reconstruida pero sí delimitada mediante un terraplén. Algunos vomitorium permitían el acceso al graderío directamente desde la parte superior.

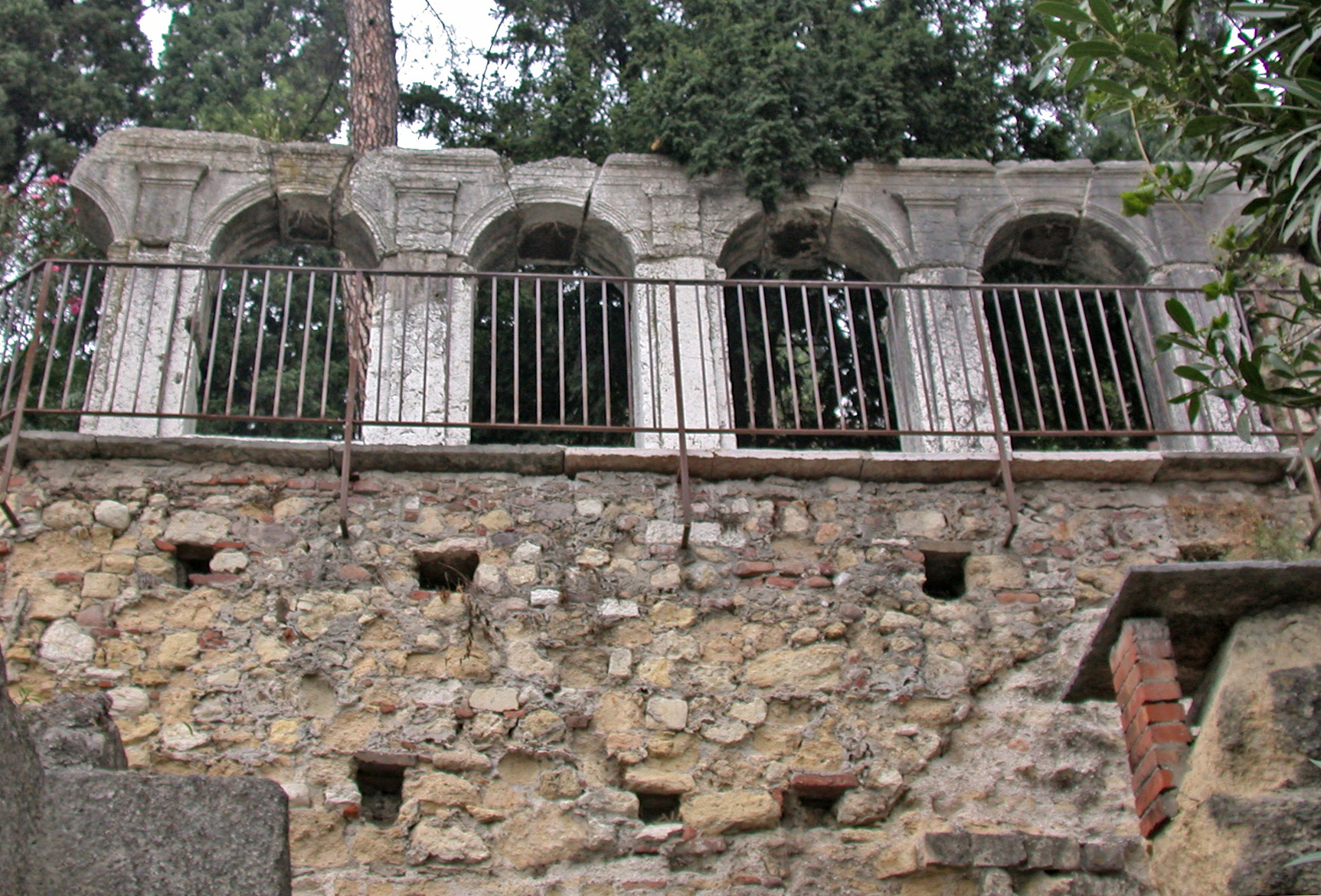
Fila de arcos en la parte superior de la cávea.

### Fachadas
La fachada formaba una imagen unitaria y estaba constituida por semicolumnas de distinto orden en cada planta: en la planta primera de orden toscano, en la segunda de orden jónico y semipilastras en la última. Lateralmente, el alzado se adaptaba a la colina con un frente de fachada monumental.

### La cima de la colina
La cávea terminaba en dos galerías superpuestas, desde las cuales se accedía a tres terrazas sucesivas. Estas tenían unos 120 metros de anchura y finalizaban en una explanada donde hoy se levanta el castillo de san Pedro. En la época romana la cima de la colina estaba coronada por un templo romano sobre el cual se edificaron, posteriormente, una iglesia paleocristiana dedicada a san Pedro, el mencionado castillo medieval y una caserna austríaca. El conjunto, además de mostrar una imagen simétrica, tenía también una función escenográfica.

## Galería de imágenes
| |
| Maqueta del teatro con el río Adigio, el puente de piedra a la derecha y el puente Postumio a la izquierda. |

|                  |
| Las escalinatas. |

|                     |
| Detalle de un arco. |